# 锈毛黄猄草
锈毛黄猄草（学名：Championella fulvihispida）为爵床科黄猄草属下的一个种。

## 扩展阅读
- 維基物種上的相關：锈毛黄猄草